# Alberto Bolognetti
Alberto Bolognetti (ur. 8 lipca 1538 w Bolonii, zm. 17 maja 1585 w Villach) – włoski kardynał.

## Życiorys
Urodził się 8 lipca 1538 w Bolonii, jako syn senatora Francesca Bolognettiego i Lucrezii Fantuzzi. Studiował na Uniwersytecie Bolońskim, gdzie uzyskał doktorat z prawa. Był klerykiem i wykładowcą w rodzinnej Bolonii, kiedy to w 1572 roku Grzegorz XIII wezwał go do Rzymu i mianował protonotariuszem apostolskim. W latach 1576–1578 był nuncjuszem we Florencji, a w latach 1578–1581 – w Wenecji. 27 kwietnia 1579 roku został biskupem Massy Marittimy, a dwa lata później został mianowany nuncjuszem w Polsce. 12 grudnia 1583 roku został kreowany kardynałem prezbiterem, lecz nie otrzymał kościoła tytularnego. W kwietniu 1585 roku zrezygnował z nuncjatury w Polsce i postanowił wrócił do Rzymu, lecz zmarł w czasie podróży, 17 maja w Villach.